# ترجمه قرآن
قرآن مهم‌ترین منبع برای بررسی‌ها و پژوهش‌های اسلامی است. از آغاز نگارش قرآن تا کنون در مدت ۱۴ سده مسلمانان به آموختن و آموزاندن آن پرداخته و بر محور آن بررسی‌های گوناگونی را گسترش داده‌اند. به طوری که قرآن را می‌توان یکی از پرترجمه‌ترین کتاب‌ها دانست. ترجمه این کتاب با اهداف و اغراض گوناگونی توسط مسلمانان و حتی پیروان دیگر ادیان انجام پذیرفته‌است و این رویکرد همچنان رو به افزایش است.
برخی روحانیان مسلمان در گذشته براین باور بودند که ترجمهٔ قرآن به زبان دیگری جایز نیست؛ اما امروزه در آن اختلافی نیست و روحانیان اسلام ترجمه قرآن و دیگر کتاب‌های اسلامی را از مصادیق «راهنمایی دینی» دیگران می‌دانند. این درحالی است که ترجمه قرآن را نمی‌توان با قرآن یکی دانست. چنان‌که بیشتر مترجمان مدعی شده‌اند که «نه می‌توان لطافت و قوّت عربی آن را حفظ کرد و نه مفاهیم و رموزش را منتقل نمود.»

## جواز ترجمه قرآن
موضوع ترجمه قرآن از زمانی که اسلام مورد پذیرش مسلمانان غیر عرب واقع گردید، مطرح شد؛ و این بحث بین روحانیون اسلامی مخالفان و موافقانی پیدا کرد. بعضی، حکم به تحریم ترجمه قرآن دادند و در مقابل، گروهی دیگر ترجمه قرآن را جایز دانستند.
دلایل مخالفان ترجمه قرآن را می‌توان این‌گونه برشمرد:
- قرآن اثری شامل نظم و معناست که وقتی ترجمه شود، نظم و بخشی از مفاهیم آن از بین خواهد رفت.
- زبان قرآن، رمز وحدت مسلمانان است، و ترجمه آن برای یگانگی مسلمانان زیان‌بخش است.
- قرآن، دارای جهاتی مانند اعجاز، استنباط، ضرب‌المثل‌ها و غیره‌است که ترجمه‌پذیر نیستند.
- ترجمه قرآن در واقع، فهم مترجم از قرآن است نه تمام معنی قرآن. بنابر این قرآن نیست.

در مقابل دلایل موافقان ترجمه قرآن چنین است:
- ترجمه سوره حمد توسط سلمان فارسی برای ایرانیان و ترجمه سوره مریم برای پادشاه حبشه و ترجمه نامه‌های محمد که حاوی آیات قرآن در زمان محمد انجام پذیرفت و عدم مخالفت او با هیچ‌کدام از آنها
- فتوای ابوحنیفه، و بسیاری از علمای اهل تسنن، همچنین نظر آیت‌الله بروجردی و آیت‌الله خوئی و دیگران بر مجاز بودن ترجمه قرآن
- دعوت اسلام، مخصوص عرب‌ها نبوده، بلکه اسلام دین جهانی است و باید آن را با ترجمه برای جهانیان تبلیغ کرد. نشر قرآن عربی برای ملتی که کلمه عربی نمی‌دانند فایدهٔ چندانی ندارد.
- در برابر ترجمه‌های مغلوط و مغرضانه قرآن که توسط یهودیان و مسیحیان و دیگران شده‌است، باید ترجمه‌هایی صحیح و مورد اعتماد ارائه شود.

## امکان ترجمهٔ قرآن
به لحاظ زبان‌شناختی، ترجمهٔ متنی از زبانی به زبان دیگر با مشکلات متعددی روبروست که از جمله می‌توان به تمثیلات، چند پهلو بودن، ذووجوه بودن معانی و… اشاره کرد. این مشکل به ویژه در متون دینی اهمیت می‌یابد. زبان‌شناسی چون ایزوتسو تلاش کرده‌است تا با تشکیل شبکه‌های معنایی، منظور قرآن از واژه‌هایی چند را بیان کند.
عبدالله یوسف‌علی در مقدمهٔ چاپ اول ترجمهٔ قرآن به زبان انگلیسی آورده‌است:
خوانندهٔ باریک‌بین و بصیر! آنچه می‌خواهم به شما عرضه کنم، یک تعبیر انگلیسی پهلوبه‌پهلو با متن عربی است. [متن] انگلیسی، یک جایگزینی صرف لغت به لغت نخواهد بود بلکه بهترین بیان برای نهایت معنایی است که می‌توانم از متن عربی درک کنم.
میرجلال‌الدین کزازی در خصوص ترجمه قرآن معتقد است:
بی‌گمان برگردان پارسی سره نُبی، برگردانی نیست که همگان بتوانند بخوانند و از آن بهره ببرند؛ مگر اینکه ترجمان (مترجم) آنچنان توانا باشد که بتواند هم پارسی سره را در برگردان به کار گیرد و هم متنی روشن، روان و رسا به دست بدهد؛ اگر این گونه بود، همه خوانندگان با هر پایه و مایه‌ای از دانش می‌توانند آن برگردان را بخوانند.

## پیشینه ترجمه قرآن

### نخستین ترجمه‌ها
چنان‌که از نوشته‌های مورخان بر می‌آید به نظر می‌رسد که نخستین ترجمه‌ها از قرآن مربوط به «ترجمه سوره مریم برای پادشاه حبشه» و نیز «ترجمه نامه‌های محمد حاوی آیات قرآن» باشد. اولین زبانی که قرآن به آن ترجمه شد، زبان فارسی بود.

### فارسی
اولین فردی که اقدام به ترجمه قرآن کریم به فارسی نمود، سلمان فارسی بود.
همچنین به نظر می‌رسد، اولین مفسر قرآن که اقدام به ترجمه قرآن با سبک ترجمان قرآن به قرآن نموده است، محمد صادقی تهرانی می‌باشد وی نام این ترجمه را ترجمان وحی گذارده است. ترجمان وحی از جمله ترجمه‌های سبک نوین قرآن است که محتوای آن با دید تفسیری است و بر خلاف روش دیگران «بسم الله الرحمن الرحیم»[۲] را «به نام خدای رحمتگر بر آفریدگان، رحمتگر بر ویژگان» ترجمه کرده‌است.

### چند ترجمه فارسی قرآن
یکی از ترجمه‌های فارسی قرآن که تاکنون منتشر شده‌است و قلم روان و دقیقی دارد، ترجمه فارسی مکارم شیرازی است که برگرفته از تفسیر ۲۷ جلدی نمونه می‌باشد.

پس از این ترجمه، ترجمه محمدمهدی فولادوند نیز توانسته است جایگاه خوبی را در بین مخاطبین خود کسب نماید.
ترجمه ی مهدی الهی قمشه‌ای از مشهور ترین و رایج ترین ترجمه های فارسی قرآن کریم می باشد.

### زبان‌های اروپایی

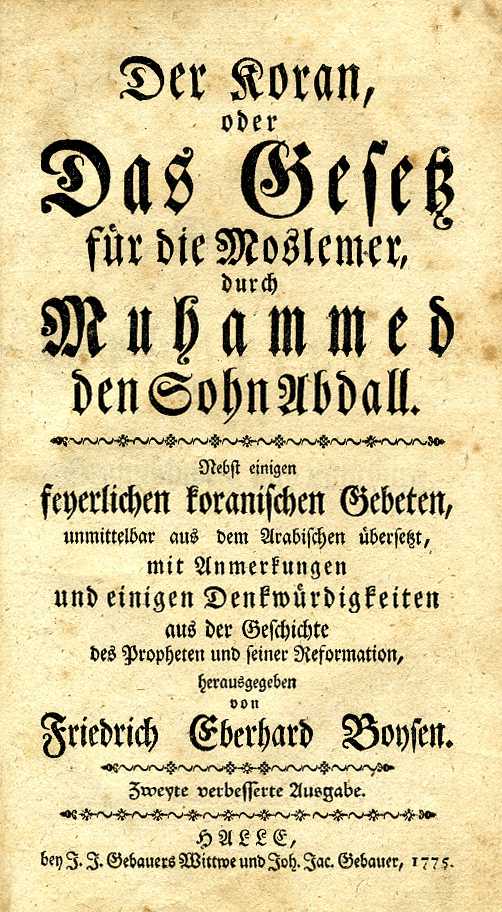
ترجمه‌ای از قرآن به زبان آلمانی

پیشینهٔ ترجمه قرآن به زبان‌ها اروپایی کمابیش از نظر سال و مطالب، مورد اختلاف است ولی آنچه مسلم است اینکه اولین ترجمهٔ قرآن در اسپانیا به زبان لاتین صورت گرفته‌است. هدف اصلی این ترجمه تبلیغ علیه دین اسلام بوده از این روی خالی از غرض‌ورزی و کینه‌توزی نبوده‌است. این ترجمه مدت‌ها تنها مرجع کشیشان و نویسندگان مسیحی بوده‌است. بعدها ترجمه‌های دیگری و بهتری ارائه شد و به تدریج قرآن به سایر زبان‌ها نیز ترجمه شد.
به‌طور دقیق اولین ترجمه‌ای که از قرآن به زبان‌های اروپایی صورت گرفت در سال ۱۱۴۱ بود. مطابق گفته‌های رژی بلاشر، خاورشناس فرانسوی، در آن زمان اسقف شهر «تولد» در اسپانیا گروهی را مأمور به ترجمهٔ قرآن از عربی به لاتین تحت ریاست روبرت رتین کرد. از آنجا که آن‌ها به زبان عربی تسلط کافی نداشتند، به درستی معانی قرآن را متوجه نمی‌شدند و در برخی موارد آن را خلاصه کردند به طوریکه نمی‌توان آن را ترجمه نامید بلکه یک اقتباس از قرآن بود. این ترجمه حدود ۵ قرن تنها مرجع مسیحیان برای قرآن بود.
در سده ۱۶ پس از اختراع صنعت چاپ، کشیش سوئیسی به نام تئودور بوخمان همین ترجمه را دز شهر «بال» در سوئیس چاپ کرد. نسخه‌ای از این چاپ که در ۱۵۴۳ چاپ شده در کتابخانه ملی پاریس نگه‌داری می‌شود.
ترجمهٔ این کتاب چاپ شده در سوئیس، توسط سالومون شوایگر با قدری تغییر در متن در سال ۱۶۱۶ در نورنبرگ نشر یافت. ترجمهٔ آلمانی در ۱۶۴۱ (میلادی) به زبان هلندی نیز ترجمه شد و چاپ شد.
تا نیمه سده ۱۷ اروپاییها به‌طور مناسبی از قرآن شناخت نداشتند و ترجمهٔ مناسبی از قرآن در دست اروپائیان نبود؛ ولی در سده ۱۷ چند ترجمهٔ خوب در اروپا منتشر شد که تا حدودی این ضعف را جبران کرد.
از آن جمله ترجمهٔ قرآن توسط آندره دوریه بود. آندره دوریه مدتی کنسول فرانسه در مصر بود و مدتی نیز در قسطنطنیه اقامت داشت، و از آنجا که زبان عربی را به‌خوبی می‌دانست مبادرت به ترجمه قرآن کرد. این ترجمه در ۱۶۴۷ با نام «قرآن محمد» در پاریس منتشر کرد. این ترجمه به سرعت مورد توجه قرار گرفت و در مدت پنج سال (تا ۱۶۵۲) چند بار در پاریس و آمستردام (هلند) بازچاپ شد. کمتر از ۲۰ سال از انتشار ترجمه دوریه، دیگران ترجمه‌های انگلیسی و آلمانی و هلندی از آن ارائه دادند.
در سال ۱۵۴۷ آندره‌آ آریوابنه ترجمهٔ قرآن را به زبان ایتالیایی در ونیز با عنوان «قرآن محمد» منتشر کرد، که ظاهراً اولین ترجمهٔ ایتالیایی قرآن است.

### گرجی
نخستین ترجمه قرآن از عربی به زبان گرجی توسط گیورگی لوبژانیته در تفلیس صورت گرفت.

### دیگر زبان‌ها
ترجمه قرآن به زبان ماندایی توسط «مومودو کیسی» امام جمعه گامبیا در سال ۲۰۰۶ (میلادی) صورت گرفت. کیسی در دانشگاه الازهر قاهره، در مصر مطالعات اسلامی و زبان عربی آموخته این ترجمه‌ها را طی شش ماه در سال ۲۰۰۶ به پایان رساند. وی با مشورت زبان‌شناسان ترجمه‌ای از قرآن ارائه داد که مورد تصدیق روحانیون مسلمان قرار گرفت.